# Смешанная парная сборная Германии по кёрлингу на колясках
Смешанная парная сборная Германии по кёрлингу на колясках — смешанная национальная сборная команда (составленная из одного мужчины и одной женщины), представляет Германию на международных соревнованиях по кёрлингу на колясках. Управляющей организацией выступает Федерация кёрлинга Германии (нем. Deutscher Curling Verband).

## Результаты выступлений

### Чемпионаты мира
| Год  | Место          | Игры           | Победы         | Поражения      | Состав (женщина, мужчина, тренер)                                            |
| ---- | -------------- | -------------- | -------------- | -------------- | ---------------------------------------------------------------------------- |
| 2022 | 5              | 9              | 4              | 5              | Christiane Putzich, Burkhard Moeller, тренер: Jamie Boutin                   |
| 2023 | 10             | 8              | 5              | 3              | Christiane Putzich, Burkhard Moeller, тренеры: Helmar Erlewein, Jamie Boutin |
| 2024 | не участвовали | не участвовали | не участвовали | не участвовали | не участвовали                                                               |

(данные отсюда:)